# Teorema di Fermat sui numeri poligonali
In matematica, il teorema di Fermat sui numeri poligonali afferma che qualunque numero intero può essere scritto come somma di al più n numeri poligonali di n lati. Ad esempio ogni intero può essere espresso come somma di 3 numeri triangolari, 4 quadrati, 5 pentagonali e così via.
Il teorema fu congetturato da Pierre de Fermat, il quale disse di averlo dimostrato, sebbene la sua prova non sia mai stata trovata. Il primo caso ad essere risolto è stato il caso dei quadrati, con il teorema dei quattro quadrati, dimostrato nel 1772 da Joseph-Louis Lagrange; Gauss provò il caso dei triangolari, mentre Cauchy dimostrò il teorema nella sua interezza nel 1813.